# رهاندن (فیلم)
رهاندن (انگلیسی: Abandon) یک فیلم آمریکایی در ژانر معمایی و تریلر روان‌شناختی به کارگردانی و نویسندگی استیون گیگان در اولین تجربه کارگردانی فیلم بلند گیگان است که در سال ۲۰۰۲ منتشر شد. کیتی هلمز نقش دانشجویی به نام کیتی را ایفا می‌کند که در آستانه فارغ‌التحصیلی، با دوست‌پسرش که دو سال پیش ناپدید شده‌بود، روبه‌رو می‌شود. علی‌رغم اینکه داستان فیلم در یکی از دانشگاه‌های آمریکا می‌گذرد، بیشتر فیلم در کانادا و در دانشگاه مک‌گیل فیلمبرداری شده‌است. این فیلم بر پایۀ رمان سقوط آدامز اثر شان دزموند ساخته شده‌است. چارلی هونام، زویی دشانل، گبریل یونیون و بنجامین برت از دیگر بازیگران فیلم هستند.

## داستان
کیتی برک، دانشجوی ارشد کالج است که برای مقابله با استرس تمام کردن پایان‌نامه خود و پیدا کردن شغل مناسب تلاش می‌کند. اوضاع برای او زمانی پیچیده‌تر می‌شود که او متوجه حضور دوست‌پسرش، امبرلی لارکین، که دو سال پیش ناپدید شده‌بود، می‌شود.

## بازیگران
- کیتی هلمز در نقش کیتی
- بنجامین برت در نقش کارآگاه وید هندلر
- چارلی هونام در نقش امبرلی لارکین
- زویی دشانل در نقش سامانتا هارپر
- فرد وارد در نقش ستوان بیل استیتون
- مارک فیورستین در نقش رابرت هانسون
- گابریل مان در نقش هریسون
- گابریله یونیون در نقش آماندا
- ملانی لینسکی در نقش جولی
- فیلیپ بوسکو در نقش پروفسور جرگنسن
- تونی گلدوین در نقش دکتر دیوید شفر